# Liberosentire
Liberosentire è il settimo album di inediti di Michele Zarrillo, pubblicato da Sony Music il 31 ottobre 2003.
Anticipato dal singolo Un nuovo giorno, il disco contiene 10 tracce che vedono nuovamente Zarrillo alle musiche e il fedele Vincenzo Incenzo ai testi. Il cantautore si occupa anche degli arrangiamenti insieme a Lele Anastasi.
Per la prima volta nelle vesti di produttore, Zarrillo ha il controllo totale del progetto e può finalmente concedersi maggiore libertà artistica. L'album, infatti, spicca nella discografia dell'artista romano per diversi elementi nuovi, primi fra tutti le tematiche politico-sociali (mai affrontate prima dal cantautore) e il maggior ventaglio di sonorità proposte. Il titolo Liberosentire si riferisce proprio alla libertà creativa con cui il disco stesso è stato concepito.
Oltre al singolo di lancio, dall'album vengono estratti altri due brani: Ballando nei giorni del mondo e Dove il mondo racconta segreti, il cui testo è firmato da Tiziano Ferro. Nonostante le novità offerte, il disco non lascia il segno e passa quasi completamente inosservato presso il grande pubblico.

## Tracce
1. Ballando nei giorni del mondo
2. Per tornare a te
3. Toccarti nell'anima
4. Libera ti vorrei
5. Un nuovo giorno
6. Dimentica
7. L'amore è l'inganno della ragione
8. L'amicizia di una donna
9. Ti penso ogni momento
10. Dove il mondo racconta segreti

## Formazione
- Michele Zarrillo – voce, cori, chitarra acustica, pianoforte, Fender Rhodes
- Riccardo Galardini – chitarra acustica, cavaquinho, chitarra 12 corde, mandola, charango
- Lele Anastasi – percussioni, cori, chitarra elettrica, basso, batteria, pianoforte, tastiera
- Giorgio Costantini – tastiera, pianoforte, organo Hammond
- Maurizio Masi – batteria
- Arturo Valiante – pianoforte
- Maurizio Mariani – basso
- Roberto Rosu – batteria
- Paolo Costa – basso
- Roberto Di Virgilio – chitarra acustica, chitarra elettrica
- Cesare Chiodo – basso
- Pino Bono – violino
- Alessandra Leardini – violoncello
- Anna Rita Cuparo – violoncello
- Pietro Pellegrini – tromba, flicorno
- Vincenzo Incenzo, Laura Malcangi – cori